# Érard II. von Brienne-Ramerupt

Das Wappen der Brienne von Ramerupt

Érard II. von Brienne-Ramerupt, auch Érard von Brienne († 8. Februar 1250 in al-Mansura), war ein Herr von Ramerupt und Ritter des sechsten Kreuzzugs (1248–1250) aus dem Haus Brienne. Er war der älteste Sohn des Érard I. von Brienne-Ramerupt († 1246) und der Philippa von Champagne, von dem er die Burg von Ramerupt in der Champagne erbte.
Gemeinsam mit seinem jüngeren Bruder Heinrich, der Venizy vom Vater geerbt hatte, nahm Érard am Kreuzzug König Ludwigs IX. (Saint Louis) nach Ägypten teil. Der Bruder starb dabei noch im Jahr 1248/49 während der Überfahrt nach Zypern oder kurz nach der Ankunft dort. Érard aber nahm im Juni 1249 am Angriff auf die ägyptische Küste teil. Dabei sollte er sich bei der Übersetzung von Zypern nach Ägypten ein Boot mit Jean de Joinville teilen, bis dieser allerdings ein eigenes Boot von der Herrin von Beirut zur Verfügung gestellt bekam. Am 8. Februar 1250 nahm er am verhängnisvollen Angriff des Robert von Artois auf al-Mansura teil, bei der die gesamte Vorhut des Heers vernichtet wurde; unter den Toten war auch Érard.
Weil er keine Kinder hatte, erbten die Seigneurie Ramerupt seine Schwester Isabella und deren Mann Graf Heinrich V. von Grandpré.